# Мирослав Тирш
Мирослав Тирш (на чешки: Miroslav Tyrš) е чешки общественик и историк на изкуството.

## Биография
Роден е на 17 септември 1832 година в Дечин като Фридрих Емануел Тирш в немско семейство на лекар, но родителите му умират рано и е отгледан от чешки роднини. От ранна възраст е активен в чешкото национално движение и заменя името си с чешко. През 1860 година завършва философия, работи като учител и заедно с Индржих Фюгнер основава спортното дружество „Сокол“, което се превръща в масово движение с клонове в различни страни, сред които е и българското дружество „Юнак“. Автор е на книги в областта на историята на изкуството.
Мирослав Тирш умира на 8 август 1884 година, когато изчезва по време на ваканцията си в Йоц в Тирол и е открит две седмици по-късно в местната река.